# Vespa vulgata
Vespa vulgata är en getingart som beskrevs av Birula 1925. Vespa vulgata ingår i släktet bålgetingar, och familjen getingar. Inga underarter finns listade i Catalogue of Life.